# Beckendorf-Neindorf

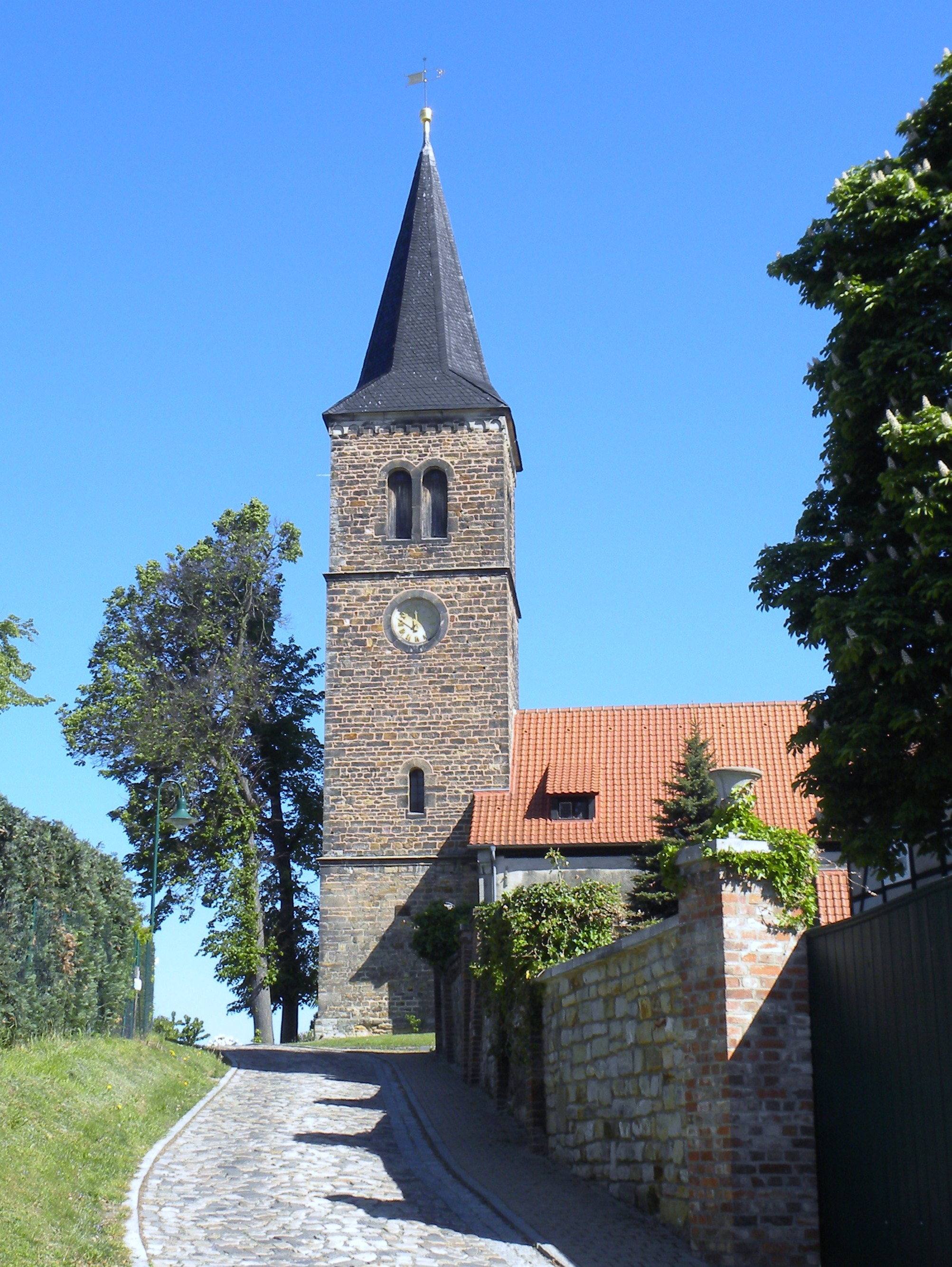
Kirche von Beckendorf

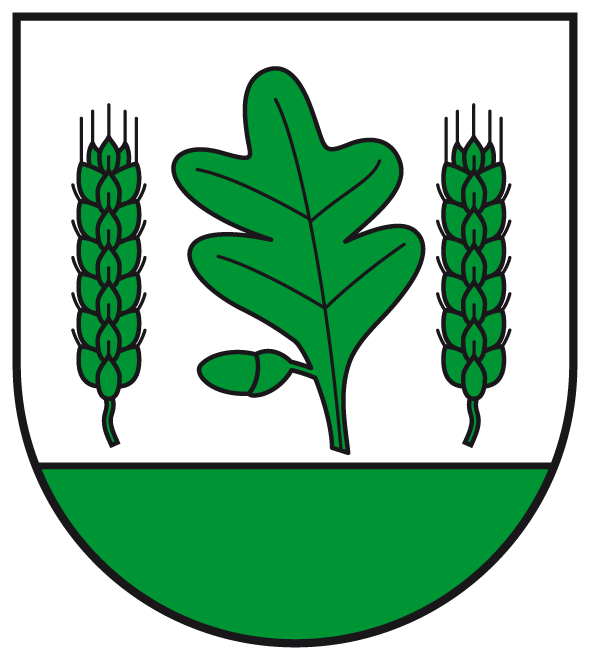
Wappen von Beckendorf-Neindorf

Beckendorf-Neindorf war eine Gemeinde in Sachsen-Anhalt und ist seit 2002 Teil der Stadt Oschersleben.

## Geschichte

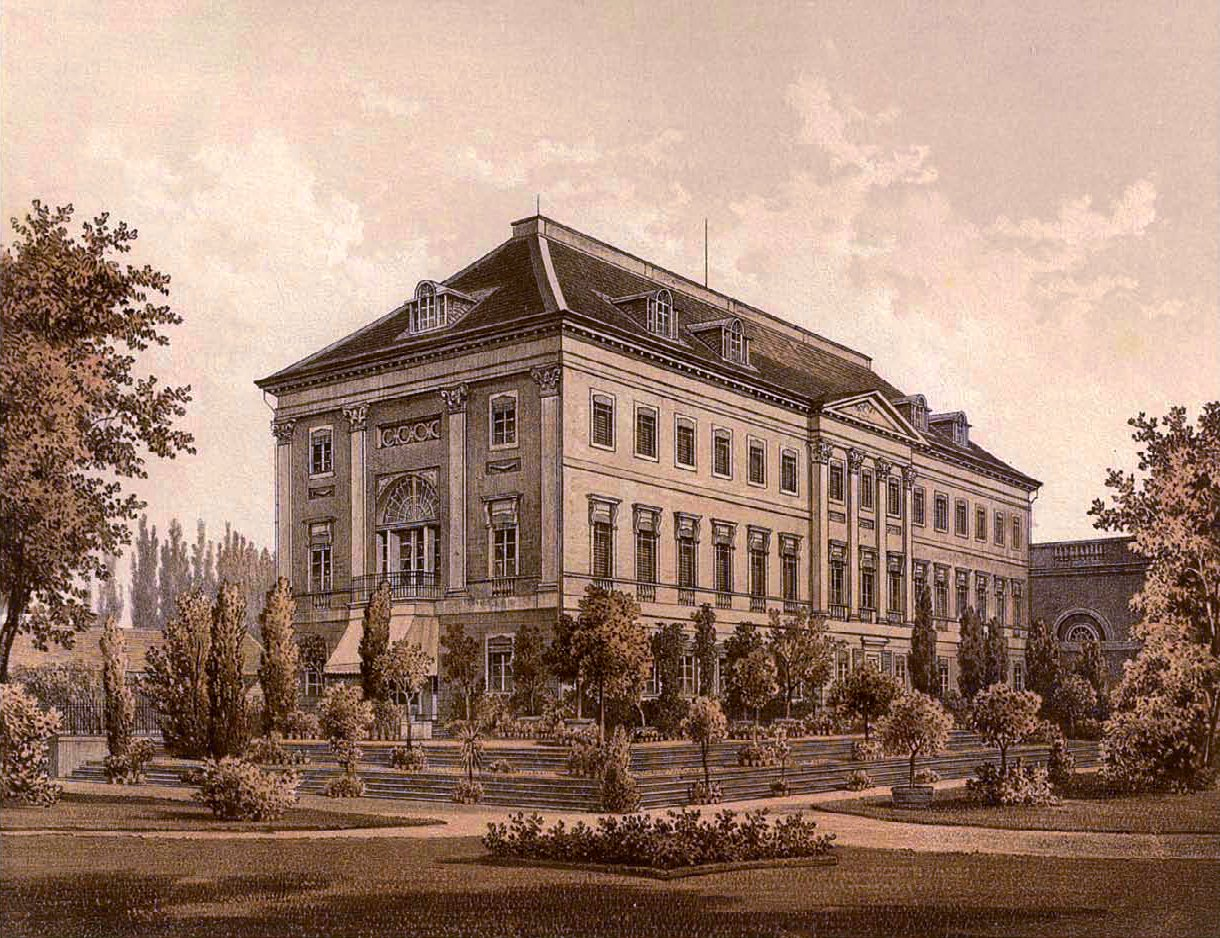
Schloss Neindorf, Sammlung Duncker

### Schloss Neindorf
Das Schloss in Neindorf, ein Glanzstück klassizistischer Architektur, wurde durch die Grafen von Asseburg vom Landbaumeister Johann Philipp August Bunge 1824 errichtet. Später wurde ein weiterer Flügel erbaut, hier war die Bibliothek untergebracht. Dieser Flügel verbindet das Schloss mit der mittelalterlichen Gutskapelle von 1582, die heute von der evangelischen Gemeinde genutzt wird. Auf dem Schlossgelände befindet sich eine ehemalige Orangerie aus der ersten Hälfte des 19. Jh.  Die Familie von Asseburg stellte einen Teil des Schlosses dem Krankenhaus als Ersatz für das 1944 durch Bomben zerstörte alte Krankenhaus zur Verfügung. Nach dem Krieg wurde die Familie enteignet und das Schloss wird heute mit neu errichteten Nebengebäuden komplett als Krankenhaus genutzt. Im Park mit altem Baumbestand befindet sich die Familiengrabstätte derer von Asseburg. In der Nähe auf dem Wirtschaftshof steht die 1830 erbaute sogenannte Schinkel-Schmiede, ein Werk des Schinkel-Schülers Friedrich August Stühler.

### Kreiskrankenhaus
Das Kreiskrankenhaus des Bördekreises verfügt über die Bereiche Chirurgie, Innere Medizin, Gynäkologie - und Geburtshilfe, Pädiatrie, Interdisziplinäre Intensivpflege und Urologie. 182 Betten und 56 Ärzte stehen für die Patienten zur Verfügung.

### Mittelalterlichen Gutskapelle
Die Gutskapelle wurde im spätgotischen Stil errichtet und mit Elementen der Renaissance durchsetzt. Hier befindet sich das Grabmal des August von Asseburg (gest. 1604). Der Altaraufsatz ist von 1679. Das Innere der Kirche wird von zahlreichen Reliefs und einem hölzernen Epitaph geschmückt.

### Gemeindereform
Am 30. September 1928 wurde der Gutsbezirk Neindorf mit der Landgemeinde Beckendorf zur Landgemeinde Beckendorf-Neindorf zusammengeschlossen. Die Gemeinde wurde am 1. März 2002 in die Stadt Oschersleben eingegliedert. Die namengebenden Orte Beckendorf und Neindorf sind heute zwei der 19 Ortsteile Oscherslebens.

## Wappen und Flagge
Das Wappen wurde am 24. März 1998 durch das Regierungspräsidium Magdeburg genehmigt.
Blasonierung: „In Silber über grünem Schildfuß zwischen zwei steigenden grünen Ähren mit kurzen schwarzen Grannen ein leicht nach rechts steigendes grünes Eichenblatt mit grüner Frucht rechts am Stiel.“
Die Flagge: Grün - Weiß - Grün gestreift mit dem aufgelegten Gemeindewappen auf dem breiteren Mittelstreifen.

## Persönlichkeiten
- Maximilian von der Asseburg-Neindorf (1874–1945), Rittergutsbesitzer und Parlamentarier
- Gundel Sporleder (* 1959), Handballspielerin und -trainerin
- Mario Schneider (* 1970), Regisseur, Autor, Filmkomponist und Fotograf
- Martin Wierig (* 1987), Diskuswerfer
- Torben Brandt (* 1995), Diskuswerfer